# Grotte de la Loutonnière
La grotte de la Loutonnière, alias grotte de la Baume ou improprement grotte de la Beaume, est une cavité souterraine naturelle de la vallée du Cher, située sur le territoire de la commune française de Farges-Allichamps, dans le département du Cher, en région Centre-Val de Loire.

## Toponymie
La grotte est connue de longue date ; certains documents relatifs à l'abbaye de Noirlac en font état depuis le XIIIe siècle. On trouve très tôt, la forme « Lutonnière », littéralement « maison des lutons » ou « lieu ou séjournent les lutons ». 
La grotte de la Loutonnière s'ouvre dans le bois de la Baume (d'où l'alias du nom de cette cavité) ; le mot « baume », parfois improprement orthographié « beaume » désignant un abri sous roche ou une caverne.

## Spéléométrie
Le développement de la cavité est de 90 m.

## Géologie
La grotte s'ouvre dans les calcaires à entroques du Bathonien (Jurassique).

## Archéologie
Dans les années 1970, Émile Hugoniot, ancien conservateur du musée Saint-Vic, aurait réalisé un sondage dans les éboulis situés devant la grotte. Il aurait trouvé des éclats de silex indiquant l'existence d'un habitat préhistorique.

## Légendes et croyances
Certains ouvrages du XIXe siècle mentionnent que des « druides pratiquaient dans cette Lutonnière leur culte mystérieux et sacrificateur », une assertion battue en brèche par d'autres auteurs. En 1895, Victor Mallard réplique en précisant qu'il lui « semble bien prétentieux de supposer, comme on l'a écrit, que cette grotte aurait été consacrée aux cérémonies des druides. »
La cavité aurait servi de cachette à un jeune du canton ayant refusé la conscription sous le premier Empire.